# Éducation nouvelle en France
Pour un article plus général, voir Éducation nouvelle.
L'éducation nouvelle est un courant pédagogique qui défend le principe d'une participation active des individus à leur propre formation. Elle déclare que l'apprentissage, avant d'être une accumulation de connaissances, doit avant tout être un facteur de progrès global de la personne. Pour cela, il faut partir de ses centres d'intérêt et s'efforcer de susciter l'esprit d'exploration et de coopération : c'est le principe des méthodes actives. Elle prône une éducation globale, accordant une importance égale aux différents domaines éducatifs : intellectuels et artistiques, mais également physiques, manuels et sociaux. L'apprentissage de la vie sociale est considéré comme essentiel.
En France, les principaux mouvements d'éducation nouvelle dans l'enseignement sont l'institut coopératif de l'école moderne - pédagogie Freinet, le groupe français d'éducation nouvelle et le mouvement Montessori.   

## Histoire

### Précurseurs
En France, les premiers précurseurs de l'éducation nouvelle sont les éducateurs libertaires qui mettent en œuvre leurs idées dans leurs fondations et orphelinats. 
Paul Robin mène tout d'abord l'expérience de Cempuis de 1880 à 1894, puis Sébastien Faure crée en 1904 la Ruche.
Puis les méthodes actives inspirées des écoles nouvelles anglaises sont importées par Edmond Demolins, qui fonde dès 1899 l'école des Roches à Verneuil-sur-Avre. Cette école sera longtemps la référence pour la pratique des méthodes actives ; Adolphe Ferrière et Gustave Monod se sont formés aux méthodes actives à l'école des Roches.

### Le développement de l'entre-deux-guerres
La Première Guerre mondiale marque profondément les pédagogues engagés dans ces expérimentations. Certains, comme les Français Célestin Freinet et Gustave Monod, y sont gravement blessés, mais, surtout, chacun prend conscience de la nécessité d'une éducation qui s'adresse à tous dans un autre état d'esprit. Les méthodes actives ne suffisent pas. Henri Wallon dira à propos de cette époque :

« Il avait semblé alors que pour assurer au monde un avenir de paix, rien ne pouvait être plus efficace que de développer dans les jeunes générations le respect de la personne humaine par une éducation appropriée. Ainsi pourraient s'épanouir les sentiments de solidarité et de fraternité humaines qui sont aux antipodes de la guerre et de la violence. »
En 1921, la Ligue internationale pour l'éducation nouvelle est créée, sur la base de la charte de l'éducation nouvelle rédigée en 1915 par Adolphe Ferrière. Au cours des années qui suivent et jusqu'à la Seconde Guerre mondiale, ses congrès rassembleront les militants de l'éducation nouvelle, permettant des échanges sur les pratiques et les travaux de recherche de chacun.

### Le plan Langevin-Wallon
En France, à la Libération, l'éducation nouvelle a le vent en poupe, tant par les réformes entreprises dans le système éducatif que par des initiatives individuelles de création d'écoles nouvelles. Dès 1941 avait été créée en France la Maison d'enfants de Sèvres qui pratiquait les méthodes d'éducation nouvelle. Sous la responsabilité de sa créatrice Yvonne Hagnauer, elle accueillit orphelins et enfants juifs pendant l'Occupation.
De 1945 à 1948 seront créées entre autres l'école nouvelle de la Source de Roger Cousinet, l'école du père Castor, l'école Decroly de Saint-Mandé et la Nouvelle École de Boulogne, expérimentation confiée par le ministère de l'Éducation nationale aux CEMEA .
Tandis que la commission Langevin-Wallon prépare un plan de réforme du système éducatif français en s'appuyant sur les travaux réalisés par le Conseil National de la Résistance, Gustave Monod, directeur de l'enseignement du second degré, crée à Sèvres les classes nouvelles de la Libération, à partir de la classe de sixième, puis jusqu'à la troisième. Un lycée mixte expérimental est ouvert à Montgeron.
Le début de la guerre froide interrompt cette dynamique. Les autres ministres communistes quittent, et le plan Langevin-Wallon est enterré. 
Les mouvements pédagogiques se radicalisent, le GFEN restant proche du communisme tandis que Célestin et Élise Freinet s'en détachent. On aboutit un antagonisme entre des mouvements qui défendent pourtant des théories éducatives similaires. 
Certaines pratiques de l'éducation nouvelle ont néanmoins été généralisées, en particulier celles visant à un apprentissage à partir du réel. Classes vertes, travaux manuels comme éducation artistique sont maintenant monnaie courante, surtout dans l'enseignement primaire. La mixité a été instaurée dans les années 1960.

### La loi Jospin
En revanche, la mise en place d'un temps pour un travail libre et personnel, partant des intérêts réels de l'élève, n'est jamais vraiment passé dans les mœurs scolaires, en dépit de la loi Jospin de 1989 plaçant « l'enfant au centre du système ». Introduit par les réformes successives sous les noms Tiers temps pédagogique puis Parcours diversifiés leurs derniers avatars, les itinéraires de découverte comme les travaux personnels encadrés ont récemment été remis en cause par la loi Fillon. Pour Henri Wallon c'est plutôt le « projet AUTOUR de l'élève » qui est à mettre en œuvre afin que les enfants accèdent à la culture en fonction de leur rythme et leur potentialité .

## Mouvements d'éducation nouvelle de nos jours
Le clivage des différents mouvements hérité de l'après guerre perdure de nos jours en dépit de la création d'un comité de liaison des mouvements pédagogiques en 1985, avec un mouvement Freinet surtout présent dans le primaire, le GFEN plutôt actif au niveau de la formation des enseignants et de la recherche, et les écoles privées ANEN ou Montessori tenues à l'écart de ces mouvements.

### Les mouvements de l'enseignement public
- ICEM : Institut coopératif de l'école moderne - pédagogie Freinet
- GFEN : Groupe français d'éducation nouvelle
- AFL : Association française pour la lecture.

### Le domaine de l'animation
- CEMEA : Centres d'Entraînement aux Méthodes d'Education Active

### Les écoles privées
- Le mouvement Montessori : Pédagogie Montessori
- ANEN : Association Nationale pour le développement de l'Éducation Nouvelle, regroupant une demi douzaine d'écoles.

## Le dilemme français de l'Éducation nouvelle
Depuis les années 1960 s'opposent :
- le courant qui privilégie sur le plan individuel l'autodiscipline et la responsabilisation du jeune, le ressort collectif étant extérieur: sports collectifs, scoutisme ou autre activité de groupe.
- le courant qui fait du petit groupe le lieu privilégié de l'enseignement et de l'éducation, la communauté scolaire assurant la cohérence.